# Palm V
Palm V је лични дигитални асистент који је направио одељење Палм компјутинг компаније 3Com.

## Дизајн и карактеристике
Пуштен на тржиште 1999. од стране 3Com-а,  PDA од четири унце (110 g) има алуминијумско кућиште које садржи централну процесорску јединицу Драгонбол ЕЗ (способну за оверклок до 39 MHz) и 2 MB меморије. Са висином од 4,5 инча (110 mm) и дебљине мање од 0,5 инча (13 mm), екран уређаја са 16 нијанси сивих тонова има позадинско осветљење и повећану резолуцију у односу на Palm III претходне генерације. За разлику од тог старијег уређаја, који користи батерије за једнократну употребу (ААА), Palm V има уграђену пуњиву литијум-јонску батерију са очекиваним трајањем пуњења 1–2 недеље. Palm V су опремљени серијским портом који је електрично, али није физички компатибилан са EIA-232-D телекомуникационим стандардом (редизајниран дизајн кућишта спречава да се додаци компатибилни са Palm III повезују на порт) и Consumer IR примопредајник.
По лансирању, Palm V је коштао око 500 УСД (што је еквивалентно око 940 УСД у 2024.), иако је цена смањена на 300–400 УСД до јануара 2000. (што је еквивалентно око 550–730 УСД у 2024.). Јединице које су продате крајем 1999. су биле унапред инсталиране са Palm OS верзијом 3.0, иако је 3.3 била доступна за преузимање и инсталацију. IBM WorkPad c3 је уствари Palm V, који је само поново етикетиран.
Вил Смит из Ars Technica је био одушевљен са својим Palm V 1999. године, препоручивши га свим заинтересованим, осим корисницима Palm III за које надоградња техничких спецификација није била довољно значајна.  Пишући за TechRepublic у јануару 2000., Џеф Томпсон је са ентузијазмом хвалио Palm V, како за личну тако и за пословну употребу.